# 瓦勒維斯塔 (加利福尼亞州康特拉科斯塔縣)
瓦勒維斯塔（英語：Valle Vista）是位於美國加利福尼亞州康特拉科斯塔縣的一個非建制地區。該地的面積和人口皆未知。

## 地理
瓦勒維斯塔的座標為37°49′22″N 122°08′20″W / 37.82278°N 122.13889°W，而該地的平均海拔高度為176米（即577英尺）。